# مگان والش (بازیکن فوتبال)
مگان والش (انگلیسی: Megan Walsh؛ زادهٔ ۱۲ نوامبر ۱۹۹۴) بازیکن فوتبال اهل بریتانیا است.
از باشگاه‌هایی که در آن بازی کرده‌است می‌توان به باشگاه فوتبال زنان اورتون و باشگاه فوتبال استون ویلا اشاره کرد.
وی همچنین در تیم‌های ملی فوتبال زیر 17 سال زنان انگلیس، زیر 19 سال زنان انگلیس، زیر 23 سال زنان انگلیس بازی کرده‌است.